# كريستين ويليامسون (صحفية)
كريستين ويليامسون (بالإنجليزية: Kristin Williamson)‏ هي صحفية أسترالية، ولدت في 1940.